# Tureholmsskatten
Tureholmsskatten är en samling guldföremål från 300-550-talet e.Kr som hittades år 1774 vid Tuna by i Västerljungs socken, i Trosa kommun. Guldskatten grävdes ner under folkvandringstiden och vägde cirka 12 kilogram, och är därmed en av de allra största som hittats i Sverige och Skandinavien. 

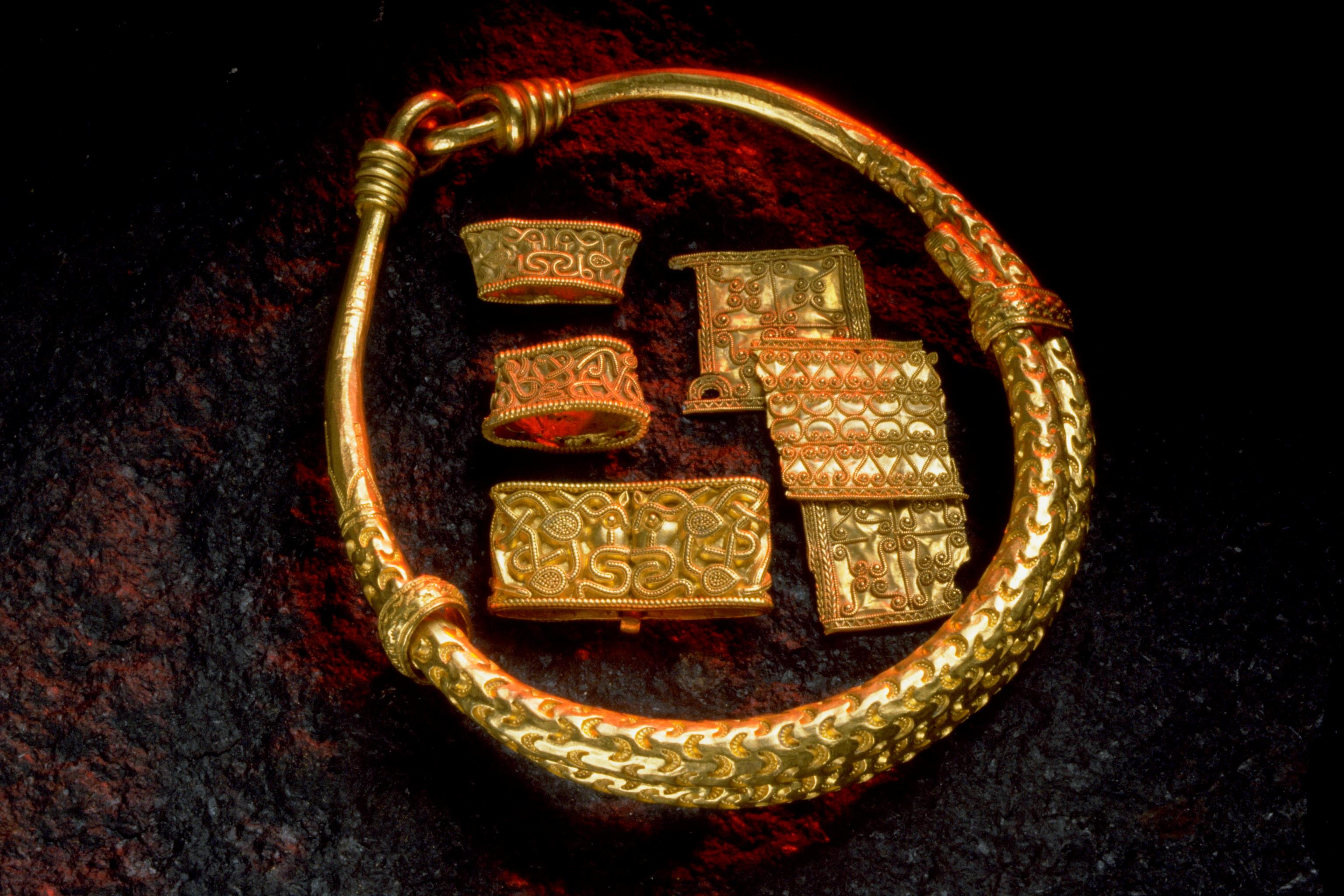
Tureholmsskatten

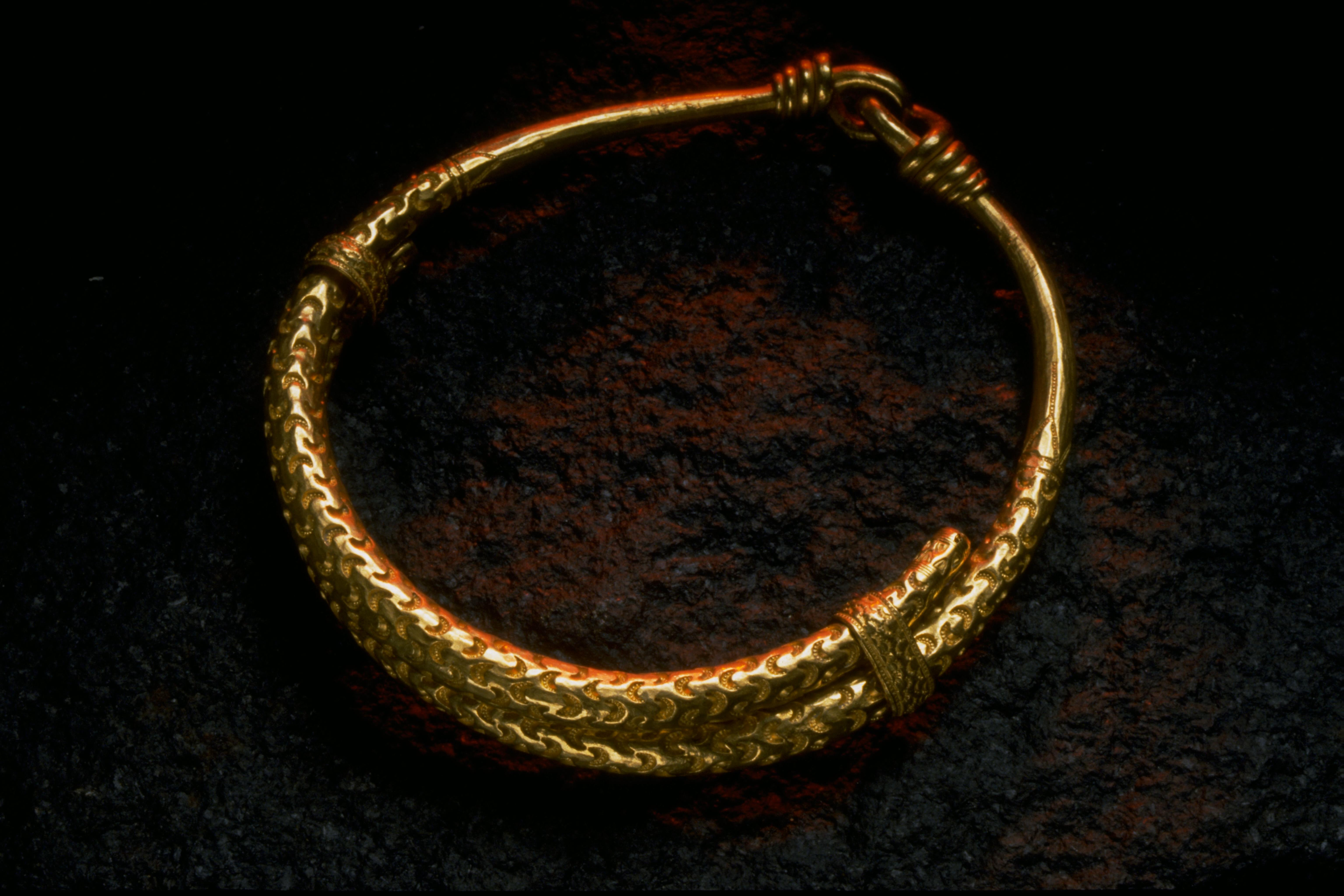
Ledad halsring från Tureholmsskatten 108881_HST.

Tureholmsskatten består av romerskt guld, då mycket guld strömmade ut från det stadig nedgående imperiet under de föregående århundraden, och nådde Norden. Hit kom det framför allt som mynt (s.k. solidus) och många av dem smältes ner och omvandlades till smycken och föremål.  
Tuna hörde till Tureholms gods, och skatten tillföll därför godsägaren greve Nils Adam Bielke, som meddelade det remarkabla fyndet till den kulturintresserad kung Gustav III. Han såg detta fynd som viktigt, så han löste in delar av den, bland annat en massiv halsring stämplad med halvmånar som skapar ett mönster liknande reptilskinn, inofficiellt i arkeologkretsar kallas "Härskarringen". Med andra föremål, finns den idag till beskådande på Historiska museet i Stockholm. Halsringen väger 985,3 gram och är därmed den tyngsta i sitt slag. Blandt de objekt som också löstes in var ett munbleck till en svärdsslida och två holkliknande beslag till svärdsgreppets kavle.
Enligt uppteckningarna bestod resten av skatten av spirallagda guldtenar, s.k. betalningsguld. Dessa som utgjorde nio tiondelar av skatten fick greven behålla då rikets dåliga finanser inte tillät inlösen. Han kunde därmed smälta ner dem, tillverka dukater och betala sina skulder.
I sommaren 2014 invigdes en 4,8 meter i diameter rondellutsmyckning i Västerljung som föreställer halskragen.